# Пелли, Сесар
Сесар Пелли (исп. César Pelli, 12 октября 1926[…], Сан-Мигель-де-Тукуман — 19 июля 2019[…], Нью-Хейвен) — аргентинский архитектор, одной из наиболее известных построек которого являются Башни Петронас в Куала-Лумпуре. Иностранный член РААСН.

## Биография
Пелли родился в 1926 году в Сан-Мигель-де-Тукумане, Аргентина. Окончив Государственный университет Тукумана, он обучался в школе архитектуры при Иллинойсском университете в Урбане и Шампейне.
В 1952 году Пелли эмигрировал в Соединённые Штаты, а в 1964 получил американское гражданство. В 1977 году он основал собственное архитектурное бюро, получившее название Cesar Pelli & Associates. С 1977 по 1984 год Пелли занимал должность декана школы архитектуры Йельского университета, где в 2008 году ему была присуждена степень доктора гуманитарных наук. Кавалер Золотой медали Американского института архитектуры (1995).
Сесар Пелли скончался 19 июля 2019 года в городе Нью-Хейвен (штат Коннектикут, США).

## Основные проекты и постройки
См. тж. категорию «Здания, спроектированные Сезаром Пелли»
Наиболее известные постройки Пелли (в хронологическом порядке):
- Всемирный финансовый центр в Нью-Йорке (США) (1985—1988)
- Wells Fargo Center в Миннеаполисе (США) (1986—1988)
- Карнеги-Холл-Тауэр в Нью-Йорке (1986—1990)
- One Canada Square в Лондоне (Великобритания) (1988—1991)
- Key Tower в Кливленде (США) (1988—1991)
- Корпоративный центр Банка Америки в Шарлотте (США) (1989—1992)
- Башни Петронас в Куала-Лумпуре (Малайзия) (1992—1998)
- Международный финансовый центр в Гонконге (1997—2003)
- 30 Hudson Street в Джерси-Сити (США) (2001—2004)
- Стеклянная башня в Мадриде (Испания) (2004—2008)